# Большое Кропотово
Большое Кро́потово — деревня в Каширском районе Московской области России, где находится одноимённые усадьба второй половины XIX века и основанная там в 1927 году Биостанция ИБР РАН.

## Население
| 2002 | 2010 |
| ---- | ---- |
| 8    | ↗10  |

## История
Село ведет свою историю с XVII в., как старинное владение И. и В. Кропотовых, однако оно сменило много владельцев. В начале 1920-x годов в Кропотово насчитывалось 27 дворов из которых один был каменный, а остальные — деревянные. Невысокая зажиточность кропотовских крестьян определила их отношение к организации колхозов. Уже после первого собрания жители Кропотова согласились вступить в колхоз, названный «Наша победа». На 1995 год в селе Кропотово числилось 5 дворов и 7 постоянных жителей.

### Усадьба
В своём современном виде усадебный комплекс стал формироваться в середине XIX в., когда его отстроили на новом месте. В этот период усадьба принадлежала дворянке Г. И. Козловой. В 1866—1868 гг. ей владела С. И. Отважина, затем — помещик К. И. Востросаблин, в 1880 г. — А. Е. Орлова, а последней владелице до 1917 г. являлась О. П. Кованько. Сейчас на территории усадьбы находится Кропотовская биостанция имени Б. Л. Астаурова.

## Кропотовская биостанция им. Б. Л. Астаурова
Биостанция ИБР РАН в Кропотове, основанная в 1927 году, является экспериментальной базой фундаментальных и прикладных работ по многим проблемам биологии развития и генетики не только сотрудников института, но и Биологического факультета МГУ и других научных учреждений. Здесь работали многие выдающиеся биологи: Н. К. Кольцов, Д. П. Филатов, Б. В. Кедровский, Б. Л. Астауров, Л. Я. Бляхер, А. Г. Лапчинский, М. С. Навашин, Н. П. Дубинин, В. В. Сахаров, Н. Н. Соколов, Б. Н. Сидоров, В. А. Струнников и др. Именно здесь Б. Л. Астауров в 30-е годы начал изучать регуляцию пола у тутового шелкопряда, а потом В. А. Струнников разрабатывал подходы к управлению размножением и регуляцией пола. После смерти Б. Л. Астаурова Кропотовская биостанция была названа в честь ученого. Сейчас на биостанции активно работают физиологи, изучая особенности формирования поведения и механизмы регуляции физиологических функций в онтогенезе. Продолжаются работы по полиплоидии гречихи, успешно начатые В. В. Сахаровым; идет направленный отбор и селекция для получения семян гречихи и календулы.

## Церковь Преображения близ Кропотова
Над Окой на древнем погосте Спас-Детчин (в одном километре от сельца Лунева «Бесова тож») стоит поздняя церковь, относящаяся ко времени архитектурной эклектики. Если говорить только о ее фасадах и декоре, — рядовой пример ретроспективной стилизации с использованием форм и композиционных приемов классицизма и декоротивных мотивов древнерусского зодчества. Но разве в этом истинное значение памятника, занимающего господствующее положение в долине Оки, обладающего красивым силуэтом, удачно найденными пропорциями.